# American Heart
American Heart es el segundo álbum de estudio del cantautor estadounidense Benson Boone, lanzado el 20 de junio de 2025 a través de Night Street y Warner Records. Le precedieron los sencillos «Sorry I'm Here for Someone Else», «Mystical Magical», «Momma Song» y «Mr Electric Blue» se estrenó junto con el álbum. Para promocionar el álbum, Boone se embarcará en el American Heart World Tour desde agosto hasta noviembre de 2025.
Tras su lanzamiento, American Heart recibió reseñas mixtas, donde destacan el increíble nivel de la interpretación vocal de Boone, sin embargo, pareciera que el álbum estaba hecho a los apuros, muy predecible y que carecía de originalidad. Comercialmente, el álbum debutó en el número 2 del Billboard 200, convirtiéndose en su segundo álbum en el top 10 en Estados Unidos. También encabezó las listas de Australia y Nueva Zelanda.

## Antecedentes y promoción
El 11 de marzo de 2025, Rolling Stone informó que Benson Boone estaba culminando su siguiente álbum. Admitió que estaba listo para ir más allá de su canción mayor éxito «Beautiful Things» y que quería demostrar que hay más en él. El cantante reveló que "nunca antes había creído tanto en su visión como ahora". La escritura tomó alrededor de 17 días y trabajó junto a su colaborador de muchos años Jack LaFrantz, el álbum se inspiró en Bruce Springsteen y la música americana, haciendo alusiones a una onda "un poco más retro". El 11 de abril, Boone anunció el título y la portada del nuevo disco en el festival Coachella 2025 e interpretó uno de los temas incluidos «Young American Heart». La portada se le muestra a él frente a la bandera estadounidense. Jeremy D. Larson para Pitchfork describió la portada como "el póster de la película biográfica perdida de Bruce Springsteen de Zack Snyder".  Para promocionar el álbum, Boone se embarcará en el American Heart World Tour de agosto a noviembre de 2025.

## Producción y composición
Jordan Bassett de NME describió a American Heart como un 'pop-rock ampuloso y sobre producido con una inclinación teatral en busca de atención y letras de trazo grueso con las que todos pueden identificarse'. Chris Richards de The Washington Post pensó que contenía 'canciones pop demasiado cantadas, diseñadas para halagar al mundo con su implacable sentido del esfuerzo, lo que resulta en algo efervescente, vertiginoso, ocasionalmente divertido y fundamentalmente astuto'.

## Recepción crítica
American Heart recibió reseñas generalmente mixtas. En Metacritic obtuvo una puntuación promedio de 47 puntos sobre 100 en base a 7 reseñas. Algunos criticos, como Bassett y Brittany Spanos, pensaron que el disco fue lanzado de manera apresurada por la relevancia de Boone actual. Chris Willmanvde Variety elogió el rango vocal de Boone, pero menciona "que si se siente que el álbum haya sido escrito en 17 días", añadiendo "estas canciones se escuchan más ridículas grabadas que en la hoja de papel, a pesar del talento vocal de Boone, no puede llevar esta producción promedio a un nivel superior".
Algunos críticos consideraron que American Heart era muy conformista. Larson caracterizó el álbum como "música para gente que solo disfruto del sonido y no la música como tal". Alec Lane de Slant Magazine consideró que American Heart estaba inacabado y con mucho relleno "interpretados de manera competente", nunca se logra observar las facetas artisticas y personales de Boone en el proyecto. Jonah Krueger de Consequence creía que Boone estaba persiguiendo "el dragón de «Beautiful Things»" en el álbum con una composición genérica para TikTok que se sentía falsa.  Spanos expresó que American Heart perdió la esencia juvenil e identidad de la música pasada de Boone, aunque reconoció que "todavía era posible sentir esa chispa" en todo el álbum. Bassett consideró que, si bien el álbum era "más distintivo" que Fireworks & Rollerblades, era una "versión más sofisticada y compatible con iPhone de temas que se habían hecho con más audacia en el pasado". Craig Jenkins de Vulture, comentó de manera similar que Boone mostró "una encantadora disposición a desarrollar su arte, pero también una férrea reverencia hacia puntos de referencia dolorosamente obvios".

## Posicionamiento en las listas
| listas (2025)                      | posición |
| ---------------------------------- | -------- |
| Australia (ARIA)                   | 1        |
| Austria (Ö3 Austria)               | 7        |
| Bélgica (Ultratop Flandes)         | 2        |
| Bélgica (Ultratop Valonia)         | 3        |
| Canadá (Billboard Canadian Albums) | 2        |
| República Checa (ČNS IFPI)         | 29       |
| Dinamarca (Hitlisten)              | 31       |
| Países Bajos (Album Top 100)       | 2        |
| Francia (SNEP)                     | 11       |
| Alemania (Offizielle Top 100)      | 5        |
| Hungría (MAHASZ)                   | 8        |
| Islandia (Tónlistinn)              | 39       |
| Irlanda (OCC)                      | 12       |
| Italia (FIMI)                      | 48       |
| Japón (Oricon)                     | 25       |
| Lituania (AGATA)                   | 32       |
| Nueva Zelanda (RMNZ)               | 1        |
| Noruega (IFPI Norge)               | 7        |
| Portugal (AFP)                     | 8        |
| Escocia (Scottish Albums Chart)    | 3        |
| Eslovaquia (ČNS IFPI)              | 30       |
| España (Promusicae)                | 25       |
| Suecia (Sverigetopplistan)         | 38       |
| Suiza (Schweizer Hitparade)        | 6        |
| Reino Unido (UK Albums Chart)      | 4        |
| Estados Unidos (Billboard 200)     | 2        |